# Piccole cose (Deborah Iurato)
Piccole cose è un singolo della cantante italiana Deborah Iurato, il terzo estratto dall'EP Deborah Iurato, e pubblicato il 25 luglio 2014.

## Tracce
1. Piccole cose – 3:42 (Lorenzo Vizzini)

## Video musicale
Il videoclip del brano è stato reso disponibile sul canale VEVO della cantante il 4 agosto 2014.

## Formazione
- Deborah Iurato - voce
- Nicolò Fragile - tastiera, basso, programmazione
- Placido Salamone - chitarra
- Diego Corradin - batteria